# Waliv
Waliv là một thị trấn thống kê (census town) của quận Thane thuộc bang Maharashtra, Ấn Độ.

## Nhân khẩu
Theo điều tra dân số năm 2001 của Ấn Độ, Waliv có dân số 15.312 người. Phái nam chiếm 58% tổng số dân và phái nữ chiếm 42%. Waliv có tỷ lệ 70% biết đọc biết viết, cao hơn tỷ lệ trung bình toàn quốc là 59,5%: tỷ lệ cho phái nam là 77%, và tỷ lệ cho phái nữ là 60%. Tại Waliv, 16% dân số nhỏ hơn 6 tuổi.